# Sant'Agata e il carnefice
Sant'Agata e il carnefice è un affresco del Parmigianino, databile al 1523 e conservato nella chiesa di San Giovanni Evangelista a Parma, nella prima cappella della navata sinistra. Decora la metà sinistra del sottarco di accesso, in coppia con l'affresco delle Sante Lucia e Apollonia sul lato destro.

## Storia
L'attività del giovane Parmigianino in San Giovanni è documentata in maniera contrastante dalle fonti. Vasari ad esempio ricordò che qui l'artista si era cimentato per la prima volta nella tecnica dell'affresco, avendo come maestro niente meno che Correggio, ma indicò addirittura in sette le cappelle decorate dall'artista, un numero eccessivo forse dovuto a una svista. Tale numero è stato infatti presto ridimensionato a tre, tutte nella navata sinistra: la prima, la seconda e la quarta. Quest'ultima, la cappella Zangrandi, è stata poi ulteriormente scartata dal catalogo di Francesco Mazzola poiché in tempi recenti sono stati documentati disegni preparatori di Michelangelo Anselmi (Eksedjian, 1988, e Di Giampaolo, 1991), a cui è stato quindi riferito il lavoro.
Una ridotta mole di lavoro è dopotutto pienamente compatibile con altri documenti sulla vita dell'artista, che tra il 1521 e il 1522 era a Viadana col cugino Girolamo Bedoli per sfuggire alle minacce di assedio della città e che prima del 1524, quando partì per Roma, aveva già lavorato alla Rocca di Fontanellato per i Sanvitale. Resta dunque un anno o meno, in cui è quindi possibile che l'artista abbia decorato due cappelle. È invero possibile che Vasari si fosse confuso durante la visita alla chiesa, indicando piuttosto il numero totale di cappelle che all'epoca erano affrescate. 
I resoconti della visita pastorale del vescovo Ferdinando Farnese del 1578 ricordano come all'epoca le prime due cappelle della navata sinistra fossero appartenenti al monastero e non patronate da alcuna famiglia. La prima in particolare era dedicata ad alcune sante di devozione benedettina: Cecilia, Agnese, Lucia, Agata e Caterina d'Alessandria.

## Descrizione e stile
In una finta nicchia si vede sant'Agata legata alla colonna, con le braccia alte e il busto nudo, seduta su un'ara con bassorilievi antichi e coperta nella parte inferiore del corpo da un ampio e fluido panneggio. Da dietro si affaccia un vigoroso carnefice, che impugna il coltello con cui le taglierà i seni, già feriti e sanguinolenti. La santa, bionda e dagli occhi chiari, distoglie allora lo sguardo e lo eleva in alto, dove lancia uno sguardo pieno di paura e concitazione, ma anche di sopportazione del proprio destino. Essa divincola le mani, vistosamente contratte, ma il carnefice le afferra un polso per bloccarla.
Sicuramente la monumentalità e il dinamismo delle figure, unito a una vena di narratività popolare, si rifà ai modi del Pordenone, che pochi anni prima aveva dipinto alcune Storie della Passione nel Duomo di Cremona. Le fisionomie e alcuni dettagli confermano la datazione alla fase giovanile del pittore, confrontabili con lavori come la Pala di Bardi, l'Adorazione dei pastori, la Natività e la Santa Barbara.